# 非同凡響
《非同凡響》（英語：Distinction），2018年香港音樂電影，歐文傑執導，曾麗芬、黃敏思監製，谷祖琳、余香凝、岑珈其領銜主演，取材真人真事，拍出特殊學校與傳統學校合辦音樂劇的經歷。
影片在第20屆台北電影節的亞洲稜鏡單元作世界首映，是第2屆香港兒童國際電影節的開幕電影，並入圍香港夏日國際電影節2018。
電影由德和慈善基金贊助，香港社會服務聯會統籌，故事改編自真人真事，並由金像導演歐文傑執導。社聯主席陳智思、行政總裁蔡海偉指出，《非同凡響》是社福界與電影界一次難得的跨界別合作，以嶄新方式推動共融社會。德和慈善基金董事伍尚敦則希望藉此電影呼籲公眾對特殊教育需要兒童多一份認識及包容，少一份抗拒。

## 劇情
徐老師（谷祖琳飾）在特殊學校「啟光學校」任職音樂老師已八年，一直渴望能轉到主流學校任教，卻因被標籤為特殊學校老師而每每碰壁。思穎（余香凝飾）是Band 1學校裡的平庸學生，眼前的公開試讓她喘不過氣來。來自Band 3學校的反叛少年珈豪（岑珈其飾）終日無所事事浪費時間，對於家中的智障弟弟（謝珈朗飾）不聞不問。
徐老師被校方委派籌備音樂劇，不太情願下硬著頭皮應付；思穎與一眾同學為了討好老師博取高分，主動自薦義務參與校外音樂劇；珈豪為免被逐出校，破壞其不想打工的如意算盤，迫於無奈參與學校的「洗底計劃」，出席特殊學校的音樂劇。三人懷着不同目的，參與一場在他們眼中毫無價值的音樂劇，竟因此在不知不覺間譜出了他們的非凡人生。

## 演員
| 演員   | 角色    | 介紹                              |
| 谷祖琳 | 徐寶雯  | 徐老師 啟光學校教師               |
| 余香凝 | 錢思穎  | OK姐姐（吳珈朗專稱）、Zoe         |
| 岑珈其 | 吳珈豪  | 吳珈朗之兄                        |
| 葉童   | 錢太太  | 錢思穎之母                        |
| 鍾景輝 |         | 錢思穎之外公                      |
| 林嘉華 | 吳先生  | 吳珈豪、吳珈朗之父 中港貨櫃車司機 |
| 歐錦棠 | 孔老師  | 吳珈豪之老師                      |
| 劉玉翠 | 吳太太  | 吳珈豪、吳珈朗之母                |
| 廖子妤 | 阿舜    | 啟光學校學生                      |
| 郭偉亮 |         | 徐寶雯之丈夫                      |
| 陳桂芬 |         | 啟光學校學生賢仔之母              |
| 謝珈朗 | 吳珈朗  | 吳珈豪之弟、啟光學校學生          |
| 陳麗雲 |         | 吳珈豪、吳珈朗之祖母              |
| 傅月美 |         | 啟光學校校長                      |
| 梁健平 |         | 萃英書院校長                      |
| 游學修 |         | 水貨客                            |
| 蔣祖曼 | 陳老師  | 萃英書院老師                      |
| 何故   |         | 聚賢小學校長                      |
| 張國強 | 錢先生  | 錢思穎之父                        |
| 岑樂怡 | Tiffany | 錢思穎之同學                      |
| 易健兒 | Alice   | 錢思穎之同學                      |
| 陳曾寧 | Louisa  | 錢思穎之同學                      |
| 張蔓姿 | 陳麗    |                                   |
| 徐浩昌 |         | 吳珈豪男友人                      |
| 陳海寧 |         | 吳珈豪女友人                      |
| 林慧倩 | 黃老師  | 萃英書院老師                      |
| 洪助昇 |         | 錢思穎之哥哥                      |

## 電影歌曲
| 曲別   | 歌名     | 演唱者     | 作詞   | 作曲   | 編曲           |
| 主題曲 | 陽光普照 | 余香凝     | 陳心遙 | 劉宇軒 | 崔展鴻 / J Lee |
| 插曲   | 有你在旁 | 曾光合唱團 | 成英愉 | 成英愉 | 黎智勇         |

1. 阳光普照：余香凝为每一颗既弱小又强大的心灵送上衷心祝福。

## 拍攝製作
拍攝取景是香海正覺蓮社佛教普光學校及佛教茂峰法師紀念中學。

## 票房
2018年11月27日，余香凝、廖子妤及谷祖琳等出席電影《非同凡響》慶功宴，慶祝票房衝破500萬。

## 奬項及提名
| 年度   | 颁奖典礼                     | 奖项             | 姓名                                                | 结果 |
| ------ | ---------------------------- | ---------------- | --------------------------------------------------- | ---- |
| 2019年 | 第25屆香港電影評論學會大獎   | 最佳女演員       | 余香凝                                              | 提名 |
| 2019年 | 第二屆MOVIE6全民票選電影大獎 | 最佳女主角       | 余香凝                                              | 提名 |
| 2019年 | 香港電影我撐場民選大獎2019   | 我最撐女主角     | 余香凝                                              | 提名 |
| 2019年 | 第2屆最港電影大獎            | 最港男演員       | 岑珈其                                              | 提名 |
| 2019年 | 第2屆最港電影大獎            | 我最喜愛港片     | 《非同凡響》                                        | 提名 |
| 2019年 | 第38屆香港電影金像獎         | 最佳女主角       | 余香凝                                              | 提名 |
| 2019年 | 第38屆香港電影金像獎         | 最佳原創電影歌曲 | 《陽光普照》 作曲：劉宇軒 填詞：陳心遙 主唱：余香凝 | 提名 |

## 外部連結
- 非同凡響的Facebook專頁
- 香港影庫上《非同凡響》的資料（繁體中文）
- 豆瓣电影上《非同凡響》的資料 （简体中文）
- 互联网电影数据库（IMDb）上《非同凡響》的资料（英文）